# Бейлаґанський район
Бейлаґанський район (азерб. Beyləqan rayonu) — адміністративна одиниця (район) на північному заході Азербайджану. Центр — місто Бейлаґан.

## Етимологія
Назва району походить від назви районного центру, міста Бейлаґан. Сучасне місто названо так 1989 року за назвою стародавнього міста, розташованого неподалік; до 1939 року воно називалося селищем при Мильському радгоспі № 5, а від 1939 до 1989 року — Ждановськ. Сам же топонім топонім Бейлаґан зводиться до алтайських словами «піля» (рівнина, степ) і закінчення «-ґан», що характеризує населений пункт.

## Історія
Ждановський район утворено 24 листопада 1939 року. 4 січня 1963 року скасовано, а територію передано Імішлінському району. 6 січня 1965 року відновлено.
Указом Президії Верховної Ради Азербайджанської РСР від 19 березня 1989 року Ждановському району присвоєно нову назву — Бейлаґанський район.

## Географія і природа
Район межує на півночі з Зердабським, на північному заході з Агджабединським, на сході з Імішлінським, на південному заході з Фізулінським районами, а на південному сході по річці Аракс межує з Ісламською Республікою Іран.
Рельєф району низовинний з нахилом у напрямку з північного сходу на схід. Площа на північному сході району нижче від рівня моря, висота територій на південному заході району не перевищує 100 метрів. Низовина складається переважно з антропогенових відкладів. З корисних копалин у районі добувають глину, пісок, щебінь, термальну воду. На рівнині поширені сіро-бурі, на інших територіях — сіро-лугові, а поблизу Кури є лучно-болотні та болотні ґрунти. Основний тип рослин у районі — напівпустельний. На берегах річок розташовуються тугайні ліси. З тварин на території району проживають джейрани, кабани, вовки, їжатці, лисиці, рисі, очеретяні коти та інші. З птахів — турачі, голуби, чорночереві рябки та інші.
Жаркий клімат помірний, напівпустельний, сухий степовий. Літо посушливе. Середня температура в січні коливається від -5 до + 10 °С, у липні від 25 до 35 °С. Середньорічний рівень опадів — 300—400 мм Вздовж північно-східної межі протікає Кура, вздовж південної — Аракс. Через територію протікають Верхньо-Карабаський, Головний Мільський і «Хан Кизи» канали.

## Населення
| Чисельність населення | Чисельність населення | Чисельність населення | Чисельність населення | Чисельність населення | Чисельність населення | Чисельність населення | Чисельність населення | Чисельність населення | Чисельність населення | Чисельність населення |
| 1939                  | 1959                  | 1970                  | 1979                  | 1989                  | 1991                  | 1999                  | 2009                  | 2013                  | 2014                  | 2017                  |
| --------------------- | --------------------- | --------------------- | --------------------- | --------------------- | --------------------- | --------------------- | --------------------- | --------------------- | --------------------- | --------------------- |
| 15 225                | ▲29 818               | ▲48 467               | ▲56 011               | ▲68 928               | ▲71 000               | ▲78 458               | ▲86 192               | ▲91 100               | ▲92 400               | ▲96 900               |

1979 року густота населення становила 50 осіб/км2, 2011 року ця цифра склала 75 осіб/км2.
На 2009 рік 57,8 % населення проживає в селах.

## Адміністративний устрій
1. Бейлаґанський муніципалітет[az]
2. Шафазький муніципалітет
3. Гахраманлинський муніципалітет
4. Бахарський муніципалітет
5. Орангалинський муніципалітет
6. Гюнашлинський муніципалітет
7. Юхари Кябірлинський муніципалітет
8. Бахарабадський муніципалітет
9. Кябирлинський муніципалітет
10. Тезекендський муніципалітет
11. Болсулинський муніципалітет
12. Ейвазлиларський муніципалітет
13. Таталиларський муніципалітет
14. Ікінджі Ашиглинський муніципалітет
15. Бірінджі Ашиглинський муніципалітет
16. Аліназарлинський муніципалітет
17. Орта Аліназарлинський муніципалітет
18. Юхари Аланський муніципалітет
19. Маякський муніципалітет
20. Аллах'ярлинський муніципалітет
21. Мілабадський муніципалітет
22. Мільський муніципалітет
23. Йєні Мільський муніципалітет
24. Дюн'ямалиларський муніципалітет
25. Шерзький муніципалітет
26. Сари-суїнський муніципалітет
27. Тюрклерський муніципалітет
28. Бюн'ядлинський муніципалітет
29. Гедеклерський муніципалітет
30. Імамвердилерський муніципалітет
31. Гаралиларський муніципалітет
32. Ахмедлинський муніципалітет
33. Ашигалиларський муніципалітет
34. Юхари Чеменлинський муніципалітет
35. Гарадаглинський муніципалітет
36. Ашаги Чеменлінський муніципалітет
37. Бірінджі Шахсевенський муніципалітет
38. Ікінджі Шахсевенський муніципалітет
39. Амірзеїдлинський муніципалітет
40. Хачинабадський муніципалітет

## Господарство й економіка району
В радянський час у районі було розвинене переважно сільське господарство, були збільшені обороти бавовництва, виноградарства, тваринництва та рільництва. 1979 року в районі працювало 15 колгоспів і 8 радгоспів. На 1979 рік в районі придатних земель було 89,1 тисяч гектарів, з них: 33,5 тисячі гектарів орних земель, 3,4 тисячі гектарів земель, виділених під багаторічні рослини, 1 тисяча гектарів земель, залишених для відпочинку, 51,2 тисяча гектарів пасовищ. З 33,5 тисячі гектарів 28 % виділено під зернові і зернобобові культури, 45 % під технічні культури, 1 % під овочі й картоплю, 25 % — під кормові культури. На 3 тисячах гектарів вирощувався виноград. В колгоспах району утримували 11,4 тисяч голів великої рогатої худоби і 146 тисяч голів дрібної. 1979 році господарства району отримали 255 тисяч тонн бавовни і 35,8 тисяч тонн винограду. В районі був ряд заводів з переробки винограду і районний відділ тресту «Азсільгосптехніка». Було лісове господарство.
Нині район належить до Аранського економічного району. Бейлаґанський район є переважно сільськогосподарським районом. У господарствах на 2017 рік утримувалось 36581 голова великої, 36376 голів дрібної рогатої худоби і 186399 голів птиці. В районі 50 тисяч гектарів — орні, а 21 тисяча гектарів відведено під пасовища. У 2017 році в районі вироблено 62298 тонн зерна, 378 тонн бобових, 15726 тонн бавовни, 16446 тонн цукрових буряків, 3698 тонн картоплі, 23461 тонна овочів, 6226 тонн баштанних культур, 6897 тонн фруктів і ягід, 1340 тонн винограду.
Із сільськогосподарських підприємств у районі діють ВАТ «Beyləqan-Pambıq» і «Beyləqan-Taxıl», що займаються збутом зерна і бавовни відповідно. В Бейлаґанському районі знаходяться бавовнопереробний завод АТВТ «CTS AQRO», асфальтовий завод, борошномельний завод ВАТ «Beyləqan-Taxıl», хлібобулочний завод АТВТ «'Ənvər Bərəkət», молокозавод, винзаводи «Міль» та імені М. Асадова, гальково-щебневі цехи, цегельний завод ТОВ «Aran-Qala», завод безалкогольних напоїв «Büllür», маслосироробний завод, об'єднання сільгосптехніки.

## Інфраструктура
Через район проходить залізниця, автодороги Гянджа-Ленкорань, Баку-Фізулі.
На 2017 рік у районі діяло 46 АТС і 26 поштових відділень.

## Культура, освіта та охорона здоров'я
В районі від 1938 року видається громадсько-політична газета «Бейляган» (до 1957 року — «Сталін памбигчиси», у 1957—1962 роках — «Міл памбигчиси», в 1962—1991 роках — «Юкселіш»). 1965 року розпочато мовлення місцевої редакції радіо.
В районі на 2011 рік було 30 дошкільних закладів, 54 загальноосвітні школи, музична школа, 18 клубів, 18 будинків культури, будинок-музей Героя Радянського Союзу Герая Асадова, 47 бібліотек.
У Бейлаґанському районі є 11 лікарень на 565 ліжок, 9 лікарських амбулаторій, центр епідеміології та гігієни, 20 фельдшерсько-акушерських пунктів. На 2011 рік у медзакладах району працювало 109 лікарів, 11 стоматологів, 358 середніх медичних працівників, серед яких 47 акушерів.
У районі розташовані: руїни населеного пункту Кара-тепе (VII—IV століття до нашої ери) в селі Оренкала, руїни населеного пункту Бейлакан (V століття) поблизу села Кябірлі, руїни населеного пункту (середньовіччя) і глекові поховання (античність) в селі Тазакенд, кладовище Сари-тепе (VII—VI століття до нашої ери) поблизу села Ашугли Перші, руїни населених пунктів Чардахли (бронзова доба) і Кюль-тепе (XI—XIII століття) поблизу села Ашаги-Чеменлі.